# Anya Gallaccio
Anya Gallaccio (Paisley, 1963) és una artista escocesa, que crea instal·lacions artístiques i minimalistes. Sovint treballa amb matèria orgànica, com la xocolata, el sucre, les flors i el gel.
En fer servir materials orgànics dona lloc a processos naturals de transformació i descomposició, cosa que significa que Gallaccio és incapaç de predir el resultat final de les seves instal·lacions. Quelcom que a l'estrena d'una exposició pot ser plaent, com ara l'aroma de flors o xocolata, inevitablement arribaria a ser cada vegada més desagradable amb el temps. La naturalesa puntual i específica del seu treball fa que sigui molt difícil de documentar. Per tant, el seu treball qüestiona la noció tradicional segons la qual un objecte d'art o una escultura ha de ser essencialment un monument dins d'un museu o galeria. En lloc d'això, el seu treball sovint viu a través de la memòria dels que el van veure i experimentar, o el concepte de l'obra en si.
El 2003, Gallaccio va ser nominada al Premi Turner juntament amb Grayson Perry, Jake and Dinos Chapman i Willie Doherty. Una de les seves peces per a l'exposició va ser preserve "beauty" (1991-2003), feta de vidre, fixacions i 2.000 gerberes vermelles. El 2006 va ser inclosa en la llista "Pink Power" com una de les cent persones gais i lesbianes més influents.